# 甘えんぼ
「甘えんぼ」（あまえんぼ）は、日本の歌手、大塚愛の3枚目のシングル。2004年3月3日にavex traxよりリリースされた。DVDつきも同時発売。CDには、初回2万枚のみ本人描き下ろし限定特典絵本付き。PV監督は森田一平。

## 解説
初めて発売1週目でのオリコントップ10入りを果たし、前作と合わせて2作同時トップ10入りを果たした。

## 収録曲
（全作詞・作曲：愛 / 編曲：愛×Ikoman、#2&5金管楽器 / 編曲：金子隆博）

### CD
1. 甘えんぼ (04:14)
佐藤製薬「ストナリニS」CMソング。
不器用な女の子の精一杯の愛情表現を全面に出した曲と大塚は述べている。友達をモデルにしたとしているが、自身の体験や性格も少なからず出ているという[3]。
スローテンポでブレスのタイミングが難しいため、大塚がパーソナリティを務める「COROLLA presents LIFE - LOVE CiRCLE 〜うれしいこと 全力で。〜」でのリスナーとのやり取りの際、「作ったやつをどついてやろうかと思った」と話している。
1stオリジナルアルバム『LOVE PUNCH』の10曲目,1stベストアルバム『愛 am BEST』の3曲目に収録。
2. 雨色パラソル (04:14)
自分に気持ちがないとわかっていながら、別れが切り出せない女性のことを歌にした[3]。
3. さくらんぼ (スタジオライブ ver.) (02:50)
4. 甘えんぼ (Instrumental) (04:14)
5. 雨色パラソル (Instrumental) (04:15)

### DVD
1. 甘えんぼ (Music Clip)

## 収録アルバム
- 『LOVE PUNCH』（#1、#3）（#3は通常音源）
- 『愛 am BEST』（#1、#3）（#3は通常音源）
- 『LOVE is BEST』（#1、#3）（#1は再録の別バージョン、#3は通常音源）

## カバー
甘えんぼ
- 長谷川明子 - 2007年11月25日放送のラジオ大阪のラジオ番組『THE IDOLM@STER RADIO』のコーナーの1つ「歌姫楽園」でカバーされた。楽曲は2008年6月4日発売のアルバム『THE IDOLM@STER RADIO COLORFUL MEMORIES』に収録された。